# Luke Mitchell
Pour les articles homonymes, voir Mitchell.
Luke Mitchell, né le 17 avril 1985 à Gold Coast en Australie, est un acteur australien. Il est principalement connu pour avoir tenu le rôle de Chris Knight dans la série télévisée Les Voisins.

## Biographie
Luke Mitchell est né le 17 avril 1985 à Gold Coast en Australie.
Il une sœur, Bree et trois frères : Daniel, Benjamin et Michael.
Il a étudié au Film & Television Studio International, en Australie.
Le 29 novembre 2023, il rejoint la distribution de la saison 9 de la série Chicago Med.

### Vie privée
Depuis 2009, il est en couple avec l'actrice Rebecca Breeds,,. Ils se sont mariés en 2013.

## Filmographie

### Au cinéma
- 2008 : Performance Anxiety : Peter Koliat
- 2010 : Cryptopticon : Y
- 2015 : 7 Minutes de Jay Martin : Sam
- 2020 : Black Water: Abyss d'Andrew Traucki : Eric
- 2021 : Sans aucun remords (Without Remorse) de Stefano Sollima : Rowdy King

### Télévision

#### Séries télévisées
- 2008 - 2011 : Les Voisins (Neighbours) : Chris Knight
- 2009 - 2010 : H2O (H2O : Just Add Water) : Will Benjamin
- 2009 - 2012 : Summer Bay : Romeo Smith
- 2013 - 2014 : The Tomorrow People : John Young
- 2015 - 2016 : Marvel : Les Agents du SHIELD (Marvel's Agents of S.H.I.E.L.D.) : Lincoln Campbell (rôle principal saison 3 - rôle récurrent saison 2)
- 2016 - 2020 : Blindspot : Roman
- 2019 : The Code : Capitaine John « Abe » Abraham
- 2021 : The Republic of Sarah : Danny Cooper
- 2022 : Legacies : Dieu Ken (saison 4, rôle récurrent)
- 2022 - 2023 : Big Sky : Cormac Barnes (saison 3)
- depuis 2024 : Chicago Med : Dr Mitch Ripley (principal depuis saison 9)

## Récompenses
- 2010 : Logie Awards : Most Popular New Malent Talent